# Undine (Vorname)
Undine ist ein weiblicher Vorname.

## Herkunft und Bedeutung
Der Name bedeutet Wassergeist oder Nixe. Undine ist eine mythologische Figur, die als weiblicher Wassergeist zu den halbgöttlichen Elementargeistern gehört. Der Name geht auf das lateinische Wort unda für Wasserwelle zurück. Namenstag ist der 3. Februar.
Im deutschen Sprachraum wurde der Name vor allem durch die Erzählung Undine (1811) von Friedrich de la Motte Fouqué und die Oper Undine (1816) von E. T. A. Hoffmann bekannt.

## Varianten
- italienisch: Ondina
- französisch: Ondine
- Undene
- Undina

## Bekannte Namensträgerinnen
Undine
- Undine Brixner (* 1958), deutsche Schauspielerin
- Undine von Blottnitz (1936–2001), deutsche Politikerin (Bündnis 90/Die Grünen) und Anti-Kernkraft-Aktivistin
- Undine Bremer (* 1961), deutsche Leichtathletin
- Undine Gruenter (1952–2002), deutsche Schriftstellerin
- Undine Kurth (* 1951), deutsche Politikerin (Bündnis 90/Die Grünen)
- Undine Lang (* 1974), österreichische Psychiaterin, Psychotherapeutin, Hochschullehrerin
- Undine Materni (* 1963), deutsche Schriftstellerin und Lyrikerin
- Undine von Medvey (1926–2004), deutsche Sängerin und Schauspielerin
- Undīne Vītola (* 1989), lettische Skeletonfahrerin

Ondina
- Ondina Peteani (1925–2003), italienische Widerstandskämpferin zur Zeit des Zweiten Weltkriegs, Geburtshelferin, Gewerkschafterin sowie Mitglied der KPI
- Ondina Quadri (* 1994), italienische Schauspielerin